# Chaos Computer Club
Chaos Computer Club (forkortet CCC) er en organisation af hackere med et geografisk udgangspunkt i Tyskland og andre tysktalende lande.
CCC blev dannet i september 1981 af Wau Holland. Andre kendte medlemmer er Andy Müller-Maguhn og Daniel Domscheit-Berg.
CCC organiserer blandt andet Chaos Communication Congress og Chaos Communication Camp.